# B-Juniorinnen-Bundesliga 2018/19
Die Saison 2018/19 war die siebte Spielzeit der B-Juniorinnen-Bundesliga. Die Saison begann am 8. September 2018. Gespielt wurde in drei Staffeln mit jeweils zehn Mannschaften. Am Saisonende spielten die drei Staffelsieger sowie der Zweite der Staffel Nord/Nordost um die deutsche Meisterschaft. Die zwei letztplatzierten Mannschaften der drei Staffeln stiegen in die untergeordneten Ligen ab. 

## Staffel Nord/Nordost
Wie im Vorjahr sicherte sich der VfL Wolfsburg vor dem 1. FFC Turbine Potsdam den Staffelsieg. Absteigen mussten der 1. FC Neubrandenburg 04 und Aufsteiger Hertha Zehlendorf.

### Tabelle
| Pl.               | Verein                  | Sp. | S  | U | N  | Tore    | Diff. | Punkte |
| ----------------- | ----------------------- | --- | -- | - | -- | ------- | ----- | ------ |
| 1.                | VfL Wolfsburg (M)       | 18  | 15 | 3 | 0  | 063:700 | +56   | 48     |
| 2.                | 1. FFC Turbine Potsdam  | 18  | 14 | 3 | 1  | 050:600 | +44   | 45     |
| 3.                | Hamburger SV            | 18  | 9  | 6 | 3  | 033:160 | +17   | 33     |
| 4.                | SV Meppen               | 18  | 9  | 3 | 6  | 040:300 | +10   | 30     |
| 5.                | Magdeburger FFC         | 18  | 8  | 5 | 5  | 036:260 | +10   | 29     |
| 6.                | Werder Bremen           | 18  | 8  | 2 | 8  | 025:270 | −2    | 26     |
| 7.                | FF USV Jena             | 18  | 7  | 2 | 9  | 040:390 | +1    | 23     |
| 8.                | SpVg Aurich (N)         | 18  | 4  | 2 | 12 | 012:400 | −28   | 14     |
| 9.                | 1. FC Neubrandenburg 04 | 18  | 1  | 2 | 15 | 013:530 | −40   | 05     |
| 10.               | Hertha Zehlendorf (N)   | 18  | 1  | 0 | 17 | 010:780 | −68   | 03     |
| Stand: Saisonende |                         |     |    |   |    |         |       |        |

| (M) | Deutscher Meister der Vorsaison |
| (N) | Aufsteiger                      |

### Aufstiegsrunde Nord
|                | Gesamt |                   | Hinspiel | Rückspiel |
| -------------- | ------ | ----------------- | -------- | --------- |
| Osnabrücker SC | 2:3    | Harburger TB 1865 | 2:0      | 0:3       |

## Staffel West/Südwest
Zum zweiten Mal nach 2014 sicherte sich die SGS Essen die Staffelmeisterschaft. Absteigen mussten die beiden Aufsteiger SV Rengsdorf und der VfL Bochum.

### Tabelle
| Pl.               | Verein                   | Sp. | S  | U | N  | Tore    | Diff. | Punkte |
| ----------------- | ------------------------ | --- | -- | - | -- | ------- | ----- | ------ |
| 1.                | SGS Essen                | 18  | 12 | 3 | 3  | 045:150 | +30   | 39     |
| 2.                | 1. FC Köln               | 18  | 11 | 3 | 4  | 047:270 | +20   | 36     |
| 3.                | FSV Gütersloh 2009       | 18  | 10 | 3 | 5  | 054:380 | +16   | 33     |
| 4.                | Bayer 04 Leverkusen      | 18  | 9  | 5 | 4  | 042:240 | +18   | 32     |
| 5.                | Borussia Mönchengladbach | 18  | 9  | 3 | 6  | 038:240 | +14   | 30     |
| 6.                | 1. FC Saarbrücken        | 18  | 9  | 1 | 8  | 044:370 | +7    | 28     |
| 7.                | FC Iserlohn 46/49        | 18  | 6  | 5 | 7  | 020:330 | −13   | 23     |
| 8.                | FC Speyer 09             | 18  | 7  | 0 | 11 | 032:430 | −11   | 21     |
| 9.                | SV Rengsdorf (N)         | 18  | 4  | 0 | 14 | 015:510 | −36   | 12     |
| 10.               | VfL Bochum (N)           | 18  | 1  | 1 | 16 | 015:600 | −45   | 04     |
| Stand: Saisonende |                          |     |    |   |    |         |       |        |

| (N) | Aufsteiger |

## Staffel Süd
Der SC Freiburg konnte die Staffelmeisterschaft erfolgreich verteidigen. Die Abstiegsplätze belegten der 1. FC Nürnberg und Aufsteiger SpVgg Greuther Fürth.

### Tabelle
| Pl.               | Verein                   | Sp. | S  | U | N  | Tore    | Diff. | Punkte |
| ----------------- | ------------------------ | --- | -- | - | -- | ------- | ----- | ------ |
| 1.                | SC Freiburg              | 18  | 15 | 2 | 1  | 052:100 | +42   | 47     |
| 2.                | SV Alberweiler           | 18  | 13 | 2 | 3  | 040:900 | +31   | 41     |
| 3.                | TSG 1899 Hoffenheim      | 18  | 10 | 4 | 4  | 035:180 | +17   | 34     |
| 4.                | FC Bayern München        | 18  | 8  | 4 | 6  | 033:240 | +9    | 28     |
| 5.                | 1. FFC Frankfurt         | 18  | 6  | 5 | 7  | 034:190 | +15   | 23     |
| 6.                | VfL Sindelfingen         | 18  | 5  | 6 | 7  | 022:250 | −3    | 21     |
| 7.                | Eintracht Frankfurt (N)  | 18  | 5  | 2 | 11 | 019:350 | −16   | 17     |
| 8.                | TSV Crailsheim           | 18  | 4  | 3 | 11 | 022:500 | −28   | 15     |
| 9.                | 1. FC Nürnberg           | 18  | 4  | 2 | 12 | 022:520 | −30   | 14     |
| 10.               | SpVgg Greuther Fürth (N) | 18  | 3  | 1 | 14 | 017:690 | −52   | 10     |
| Stand: Saisonende |                          |     |    |   |    |         |       |        |

| (N) | Aufsteiger |

### Aufstiegsrunde
An der Aufstiegsrunde nahmen der TSV Schwaben Augsburg aus Bayern, die MSG Bad Vilbel aus Hessen und der FV Löchgau aus Baden-Württemberg teil. Gespielt wurde am 3., 10. und 15. Juni 2019. 
|                       | Ergebnis |                       |
| --------------------- | -------- | --------------------- |
| MSG Bad Vilbel        | 1:1      | FV Löchgau            |
| TSV Schwaben Augsburg | 1:1      | MSG Bad Vilbel        |
| FV Löchgau            | 3:2      | TSV Schwaben Augsburg |

| Pl. | Verein                | Sp. | S | U | N | Tore    | Diff. | Punkte |
| --- | --------------------- | --- | - | - | - | ------- | ----- | ------ |
| 1.  | FV Löchgau            | 2   | 1 | 1 | 0 | 004:300 | +1    | 04     |
| 2.  | MSG Bad Vilbel        | 2   | 0 | 2 | 0 | 002:200 | ±0    | 02     |
| 3.  | TSV Schwaben Augsburg | 2   | 0 | 1 | 1 | 003:400 | −1    | 01     |

## Endrunde um die Deutsche B-Juniorinnen-Meisterschaft 2019
Folgende Mannschaften qualifizierten sich sportlich für die Endrundenspiele:
| - Meister der Staffel Nord/Nordost: VfL Wolfsburg - Vizemeister der Staffel Nord/Nordost: 1. FFC Turbine Potsdam | - Meister der Staffel West/Südwest: SGS Essen - Meister der Staffel Süd: SC Freiburg |

### Halbfinale
Die Spiele fanden am 8. und 15. Juni 2019 statt.
|               | Gesamt |                        | Hinspiel  | Rückspiel |
| ------------- | ------ | ---------------------- | --------- | --------- |
| VfL Wolfsburg | 13:10  | SGS Essen              | 6:0 (3:0) | 7:1 (3:0) |
| SC Freiburg   | 4:2    | 1. FFC Turbine Potsdam | 3:1 (1:1) | 1:1 (1:0) |

### Finale
Das Spiel fand am 22. Juni 2019 im Wolfsburger AOK Stadion statt.
|               | Ergebnis  |             |
| ------------- | --------- | ----------- |
| VfL Wolfsburg | 3:1 (1:1) | SC Freiburg |